# Canton de Verdun-Ouest
Le canton de Verdun-Ouest est une ancienne division administrative française, qui était située dans le département de la Meuse et la région Lorraine.
Le canton est créé en 1973 à partir d'une partie du canton de Verdun. À la suite du redécoupage cantonal de 2014, le canton est supprimé.

## Géographie
Ce canton est organisé autour du chef-lieu Verdun et fait partie intégralement de l'arrondissement de Verdun. Son altitude varie de 194 m (Verdun) à 352 m (Sivry-la-Perche) pour une altitude moyenne de 276 m. Sa superficie est de 12,17 km2 sans compter la fraction de Verdun (la commune fait 31,03 km2 dans sa globalité).

## Histoire
Par décret du 23 juillet 1973, afin de diminuer les écarts de population entre les cantons, le canton de Verdun est divisé en deux : le canton de Verdun-Est et le canton de Verdun-Ouest.
Le canton de Verdun-Ouest est alors composé d'une fraction de Verdun (à l'Ouest de la Meuse) et des communes de Belleray, Dugny-sur-Meuse et Sivry-la-Perche.
Par décret du 26 janvier 1982, les communes de Belleray et Dugny-sur-Meuse forment avec une fraction de Verdun le nouveau canton de Verdun-Centre.
À la suite du redécoupage cantonal de 2014, le canton est supprimé. Il est remplacé par le canton de Verdun-1 avec cependant une modification de la fraction de Verdun.

## Composition
Le canton de Verdun-Ouest se compose d’une fraction de la commune de Verdun et d'une autre commune. Il compte 11 061 habitants (population municipale) au 1er janvier 2012.
| Nom                | Code Insee | Intercommunalité   | Population (dernière pop. légale)               |
| ------------------ | ---------- | ------------------ | ----------------------------------------------- |
| Verdun (chef-lieu) | 55545      | CA du Grand Verdun | Fraction : 10 803(2012) Commune : 18 393 (2014) |
| Sivry-la-Perche    | 55489      | CA du Grand Verdun | 267 (2014)                                      |

## Représentation
| Période | Période | Identité           | Étiquette | Qualité |
| ------- | ------- | ------------------ | --------- | --- |
| 1973    | 1979    | Pierre Méchin      | PS        | Dessinateur industriel à Verdun Élu en 1982 dans le Canton de Verdun-Centre                                                                    |
| 1979    | 2004    | Maurice Delamarche | UDF       | Pharmacien à Verdun |
| 2004    | 2011    | Arsène Lux         | DVD       | Ancien Préfet Maire de Verdun (1995-2014) Président de la CC de Verdun (2002-2014)                                                             |
| 2011    | 2015    | Samuel Hazard      | PS        | Professeur d'histoire géographie Maire de Verdun (depuis 2014) Président de la CC de Verdun (2014-2015) Elu en 2015 dans le Canton de Verdun-1 |

## Démographie
| 1975 | 1982 | 1990   | 1999   | 2006   | 2011   | 2012   |
| ---- | ---- | ------ | ------ | ------ | ------ | ------ |
| -    | -    | 11 703 | 11 204 | 11 505 | 11 153 | 11 061 |